# Gåstjärnen (Haverö socken, Medelpad)
Gåstjärnen är en sjö i Ånge kommun i Medelpad och ingår i Ljungans huvudavrinningsområde. Sjöns area är 0,009 kvadratkilometer och den är belägen 270 meter över havet.